# 臣民
臣民（日語：しんみん、英語：subject；德語：Untertan）指在君主國，作爲受君主統治的人民的用語。

## 概念
在中國文化和儒學中，臣民是完全不同的存在。「臣」是指侍奉朝廷的士大夫，即政府高級官員，「民」是指受朝廷統治的民衆，皇帝在臣的輔弼下統治百姓。因此，無論是行爲方式還是倫理，臣民之間都存在根本性的差異。例如，國家滅亡時，百姓成爲新國家的百姓是很平常的事情，但臣子這樣做，卻作爲「二臣」（侍奉二君，表裏不一的大臣）受到嚴厲批評。
在歐洲歷史上，臣民的稱呼在從封建主義過渡到絕對王政的過程，對近代民族國家的形成，有重要的意義。封建主義時代的歐洲在身份制下，祭司、工匠、商人、農民等依其身分各自享有不同的特權，無論是在法律上還是在社會上，都存在各種不平等現象；但在絕對王政時期，隨着國王主張君主權力的絕對性、無制約性（國家主權），各身份的特權逐漸被剝奪。因此，除君主以外，其他所有人作爲隸屬於君主的臣民逐漸平等化，身份制被打破，走向民族國家的道路被打開，即臣民是絕對王政平均化的產物，也是公民形成的第一階段。
日本屬於東亞文化圈，臣與民長期被理解爲不同的存在，隨着文明開化，作爲西歐的「服從國王大權的所有者」，在引入Subject-Untertan的概念時，產生了「臣民」一詞。明治憲法第18條規定「日本臣民的要件，依照法律的規定」，被用作指代天皇和皇族以外的人民的詞語。無論是政府官員還是民衆，都使用「臣民」這個名稱作爲隸屬於天皇的人。在皇族中，作爲軍人的人也被稱爲「臣民」，時任海軍軍官的高松宮宣仁親王在皇紀2600年儀式上曾被稱爲「臣·宣仁」。到了戰後，在日本國憲法的人民主權的建立前，可以避免使用這一表述；而在私人場合中，使用這種的情況極少，吉田茂對昭和天皇稱自己爲「臣·茂」。
在英國，「英國臣民（British subject）」至今仍是官方指代人民的詞語。英國人民依然活在「國王的臣民=國王的守護和臣民的忠誠」的概念下。根據阿爾蒙德（Almond G.A）和維爾巴（Verba S）的著作《市民社會的政治文化（The Civic Culture）》（1963年），相對於公民的主體與能動性，臣民是客體、被動性的代表，臣民要素越強，政治越趨於穩定，因此只有參與型政治文化和臣民型政治文化混合的社會才能實現最穩定的政治。